# Psicologia di massa del fascismo
Psicologia di massa del fascismo
 (in tedesco Die Massenpsychologie des Faschismus) è un saggio del 1933 dello psicoanalista austriaco Wilhelm Reich, dove l'autore tenta di spiegare come i fascisti e gli autoritari salgono al potere, e illustra la sua idea della loro ascesa come sintomo di repressione sessuale.

## Contesto
Reich, originario della Galizia nell'Impero austro-ungarico e praticante di psicoanalisi e psichiatria a Vienna si unì al Partito socialdemocratico austriaco (SPÖ) nel 1928. Si unì al Partito Comunista di Germania (KPD) dopo aver trasferito la sua pratica psicoanalitica a Berlino nel 1930. Tuttavia, The Mass Psychology of Fascism è stato considerato essere talmente critico nei confronti del regime comunista dell'Unione Sovietica che Reich divenne una responsabilità per il KPD e pertanto fu cacciato dal partito alla pubblicazione del libro nel 1933.

## Riepilogo
La domanda al centro del libro di Reich era questa: perché le masse si sono rivolte all'autoritarismo anche se è palesemente contro i loro interessi? Nel 1933, Reich iniziò ad analizzare "la struttura economica e ideologica della società (in particolare) tedesca tra il 1928 e il 1933" in questo libro. L'alternativa sana che l'autore propone è una forma di "democrazia operaia", in cui coloro che 'svolgono' il lavoro vero e proprio prendono le decisioni su cosa, sul come e perché.

Reich sostenne che il motivo della scelta del fascismo tedesco (nazismo) al posto del comunismo è stato quello di una maggiore repressione sessuale in Germania - in contrasto con la Russia un po' più liberale (post-rivoluzionaria). Da bambini, i membri del proletariato (tedesco) hanno imparato dai loro genitori a sopprimere quasi tutti i desideri sessuali e, invece, a spendere l'energia repressa nell'idealismo autoritario. Quindi, negli adulti, qualsiasi impulso ribelle e sessuale sperimentato causerebbe un'ansia fondamentale e - quindi, invece - il controllo sociale verrebbe utilizzato per ridurre l'ansia. La paura della rivolta, così come la paura della sessualità, erano così "ancorate" nella "struttura caratteriale" delle masse (la maggioranza). Ciò ha influenzato l'irrazionalità del "popolo" e ha permesso all'ideologia (irrazionale) "populista" di fiorire, sosteneva Reich:
La soppressione della sessualità naturale nel bambino, in particolare della sua sessualità genitale, rende il bambino apprensivo, timido, obbediente, timoroso dell'autorità, buono e regolato in senso autoritario; paralizza le forze ribelli perché ogni ribellione è carica di ansia; produce, inibendo la curiosità sessuale e il pensiero sessuale nel bambino, una generale inibizione del pensiero e delle facoltà critiche. In breve, l'obiettivo della soppressione sessuale è quello di produrre un individuo che si adatti all'ordine autoritario e che vi si sottometta nonostante tutta la miseria e la degradazione. Inizialmente, il bambino deve sottomettersi alla struttura dello stato autoritario in miniatura, la famiglia, il cui processo lo rende capace di una successiva subordinazione al sistema autoritario generale. La formazione della struttura autoritaria avviene attraverso l'ancoraggio dell'inibizione sessuale e dell'ansia.
Reich notò che il simbolismo della svastica, evocando la fantasia della scena primaria, mostrava in modo spettacolare come il nazismo manipolasse sistematicamente l'inconscio collettivo. Una famiglia repressiva, una religione funesta, un sistema educativo sadico, il terrorismo di partito, la paura della manipolazione economica, la paura della contaminazione razziale e la violenza permessa contro le minoranze, tutto operato all'interno e attraverso la psicologia inconscia delle emozioni degli individui (collettivi), esperienze traumatiche, fantasie, l'economia libidinale, e così via, fino all'ideologia e alla pratica politica nazista, hanno esacerbato e sfruttato queste tendenze.

Per Reich combattere il fascismo significava prima di tutto studiarlo scientificamente, vale a dire usando i metodi della psicoanalisi. Credeva che solo la ragione sarebbe stata in grado di arginare le forze dell'irrazionalità e di allentare la morsa del misticismo ed essere anche in grado di svolgere il proprio ruolo nello sviluppo di modalità originali di azione politica, costruendo un profondo rispetto per la vita, promuovendo un'armoniosa canalizzazione della libido e della potenza orgastica. Reich ha proposto la "democrazia del lavoro", una forma di organizzazione sociale autogestita che avrebbe preservato la libertà, l'indipendenza, l'autonomia dell'individuo e incoraggiato la sua responsabilità e la società si sarebbe quindi basata su questi principi:
Amore, lavoro e conoscenza sono le sorgenti della nostra vita. Dovrebbero anche governarlo.

## Censura
Il libro - insieme a molti altri banditi dai nazisti quando sono saliti al potere - è stato pubblicamente bruciato durante i roghi nazisti. Reich si rese conto di essere in notevole pericolo e lasciò in fretta la Germania; prima in Austria (per vedere la sua ex moglie e i suoi figli) e poi in "esilio" in Danimarca, Svezia e successivamente Norvegia. Reich fu anche successivamente espulso dall'Associazione Psicoanalitica Internazionale nel 1934 per la sua militanza politica e le sue opinioni sulla sessualità. Per questo libro - e tutti i libri pubblicati da Reich - subì l'ordine di essere bruciato su iniziativa della Food and Drug Administration da un giudice nel Maine, negli Stati Uniti nel 1954.

## La famiglia autoritaria come prima cellula della società fascista
Il capitolo V contiene la famosa affermazione che la famiglia è la prima cellula della società fascista.
Gilles Deleuze e Félix Guattari ripresero gli argomenti di Reich nel loro lavoro congiunto Anti-Edipo (1972), in cui discutono della formazione del fascismo a livello molecolare della società.